# Rhédey család
A kisrédei nemes és gróf Rhédey család az ősi nemzetségekig visszavezethető régi, magyar család.

## Története
Ez a család az Aba nemzetségből eredő, hevesi család. Az első, aki a Rédei nevet viselte, egy bizonyos Mikó, akit 1303-ban említenek. A Rhédeyek Mátyás királytól kaptak nemesi címerlevelet 1466-ban. A család gazdagságának megalapozója az 1560 körül született és 1621-ben meghalt Rhédey Ferenc váradi kapitány volt. Bocskai-szabadságharcában annak egyik vezére volt,  érdemei elismeréseként Bocskai 1606. május 2-án az ország főurai közé emelte.  Az 1610-ben született Rhédey Ferenccel, aki 1648-tól Máramaros vármegye főispánja volt, a család magas társadalmi rangra emelkedett. II. Rákóczi György erdélyi fejedelem tanácsosa volt, majd Rákóczi lemondása után az erdélyi rendek őt választották fejedelemmé, de nem sokáig viselhette ezt a magas méltóságot, mert 1658-ban Rákóczi visszatért a fejedelmi székbe. 1659-ben Rhédey Ferenc grófi címet kapott, 1667-ben hunyt el. Mivel Rhédey fejedelem ágazata fiával, Lászlóval kihalt, a család egy másik ágát nevezik erdélyi ágnak, ez az ág 1744-ben kapott grófi címet, majd Gáborral 1897-ben halt ki.

## Jelentősebb családtagok
- Rhédey Klára (1809-1868) báróné, vagyonát árva lányok nevelésére és az 1848-49-es szabadságharc honvédeinek támogatására fordította
- Rhédey Klaudia, később Claudina von Hohenstein (1812–1841); férje: Alexander von Württemberg herceg (1804–1885), III. Károly brit uralkodó szépanyja. (Nevét tévesen írják Klaudia formában. Erdőszentgyörgyi sírján a helyes Claudina név szerepel.)
- Rhédey Ferenc (1560 k.–1621) Váradi kapitány, bihari főispán
- Rhédey Ferenc (1610–1667) államférfi, főispán, Erdély fejedelme
- Rhédey János  (1713–1768) tábornok, a magyar nemesi testőrség főhadnagya
- Rhédey Lajos (1760–1831) kamarás, helyettes főispán
- Rhédey László (1636–1664) háromszéki főkapitány, történetíró